# Cal Pinyol (Cornudella de Montsant)
Cal Pinyol és una obra renaixentista de Cornudella de Montsant (Priorat) inclosa a l'Inventari del Patrimoni Arquitectònic de Catalunya.

## Descripció
Casa de planta baixa, pis i golfes, bastida de carreu a la planta baixa i de paredat després. A la façana s'hi obren la portalada principal, amb arc de mig punt i carreus sobresortit, un balcó a nivell d'entresòl i els balcons del primer pis, aquest darrers sortits, Sobre la porta hi ha un llum de ferro forjat que representa un ocell i que és del mateix tipus que el que hom troba a les esglésies de la comarca.

## Història
La casa no disposa de punt de referència per a la seva datació. Això no obstant, per la tipologia de la portalada principal, hom ha d'incloure la construcció dins el segle xvii, de manera semblant a les altres cases del poble són datades. Inclosa dins el sector antic del nucli urbà, cal Pinyol sofrí també la reforma de la façana per la incorporació dels balcons. Darrerament hom restaurà la façana i hi col·loca el llum de ferro. El balcó, a mig nivell entre la planta baixa i el primer pis, és un element que es troba en alguna altra construcció de la localitat i no és freqüent a la comarca. Cal Pinyol ha passat darrerament per diferents mans, totes elles alienes a la vida local.